# Lait de cafard
Le lait de cafard est un complément alimentaire potentiel produit par la blatte Diploptera punctata.

## Biologie

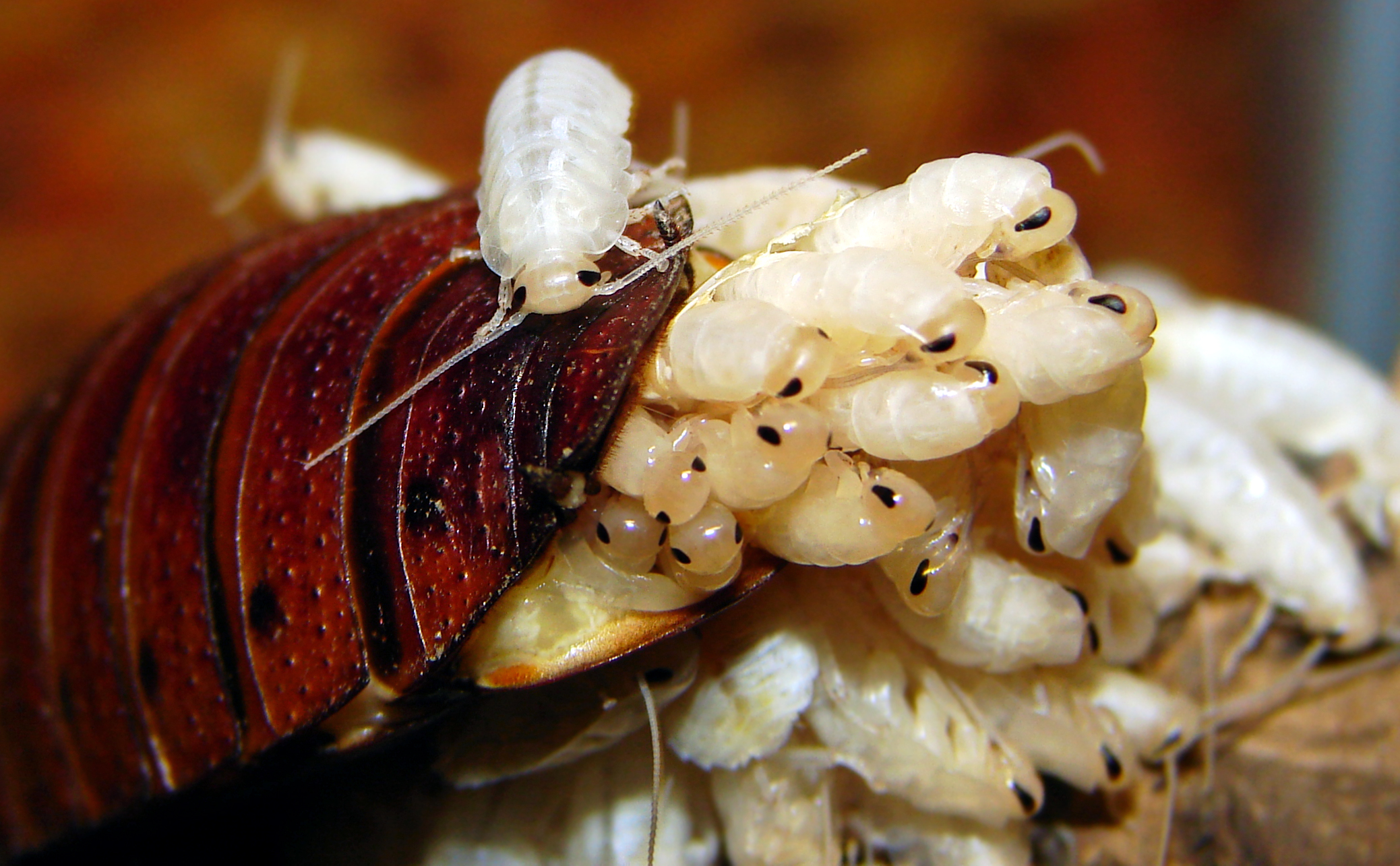
Viviparité chez une blatte.

La blatte Diploptera punctata présente, chose rare chez les insectes, une forme de viviparité. Les œufs se développent dans le corps de la femelle, qui produit des larves mobiles. Pendant leur période de développement, elle les nourrit en produisant une sécrétion extrêmement riche en protéines. Le mécanisme évolutif à l'origine de cette particularité a été étudié au début des années 2000. Ce produit a été surnommé lait de cafard par analogie avec le lait des mammifères. Ce liquide a une teneur en protéines de 45 %. Il est également très riche en mannose.

## Potentiel économique
Extrêmement calorique et riche en protéines, ce produit pourrait devenir un complément alimentaire. En 2018, des chercheurs indiens étudient son éventuelle toxicité et les possibilités de le synthétiser artificiellement.